# ISO 3166-2:TH
ISO 3166-2:TH는 ISO 3166-2의 태국 항목이다. 국제 표준화 기구(ISO)가 발간한 ISO 3166 표준화의 부분으로, ISO 3166-1의 모든 나라가 적힌 주요 구획의 이름 코드를 정의한다.
현재 태국의 ISO 3166-2 코드는 1 행정대도시, 1 행정특별시, 75주로 정의된다. 행정대도시 방콕은 나라의 수도이며, 동등한 주와는 별격이다. 행정특별시 파타야는 촌부리 주의 자치 도시이다.
각각의 코드는 붙임표(-)를 기준으로 두 부분으로 되어 있다. 첫 번째 부분인 TH는 태국의 ISO 3166-1 alpha-2 코드이며, 두 번째 부분은 문자인 파타야를 제외하고는 두자리 숫자이다. 두자리 숫자는 현재 우편 번호로 사용되며, 코드 11-19를 제외하고 1에서 ISO 코드를 빼면 얻을 수 있다. 첫 번째 숫자는 지리구 구획을 나타낸다.:
- 1, 2, 6, 7: 태국 중부
- 3, 4: 태국 북동부
- 5: 태국 북부
- 8, 9: 태국 남부
- S: 파타야 (예외)

## 현재 코드
구획 이름은 ISO 3166/MA가 공표한 ISO 3166-2 표준으로 지정되어 있다.
| 코드  | 구획 이름             | 구획 범주  |
| ----- | --------------------- | ---------- |
| TH-10 | 끄룽텝마하나컨 [방콕] | 행정대도시 |
| TH-S  | 파타야                | 행정특별시 |
| TH-71 | 깐짜나부리            | 주         |
| TH-46 | 깔라신                | 주         |
| TH-62 | 깜팽펫                | 주         |
| TH-81 | 끄라비                | 주         |
| TH-26 | 나콘나욕              | 주         |
| TH-30 | 나콘랏차시마          | 주         |
| TH-48 | 나콘파놈              | 주         |
| TH-73 | 나콘빠톰              | 주         |
| TH-60 | 나콘사완              | 주         |
| TH-80 | 나콘시탐마랏          | 주         |
| TH-96 | 나라티왓              | 주         |
| TH-12 | 논타부리              | 주         |
| TH-55 | 난                    | 주         |
| TH-39 | 농부아람푸            | 주         |
| TH-43 | 농카이                | 주         |
| TH-63 | 딱                    | 주         |
| TH-23 | 뜨랏                  | 주         |
| TH-92 | 뜨랑                  | 주         |
| TH-85 | 라농                  | 주         |
| TH-21 | 라용                  | 주         |
| TH-52 | 람빵                  | 주         |
| TH-51 | 람푼                  | 주         |
| TH-70 | 랏차부리              | 주         |
| TH-16 | 롭부리                | 주         |
| TH-45 | 로이엣                | 주         |
| TH-42 | 르이                  | 주         |
| TH-44 | 마하사라캄            | 주         |
| TH-58 | 매홍손                | 주         |
| TH-49 | 묵다한                | 주         |
| TH-31 | 부리람                | 주         |
| TH-38 | 븡깐                  | 주         |
| TH-94 | 빠따니                | 주         |
| TH-13 | 빠툼타니              | 주         |
| TH-77 | 쁘라쭈압키리칸        | 주         |
| TH-25 | 쁘라찐부리            | 주         |
| TH-27 | 사깨오                | 주         |
| TH-47 | 사꼰나콘              | 주         |
| TH-91 | 사뚠                  | 주         |
| TH-19 | 사라부리              | 주         |
| TH-74 | 사뭇사콘              | 주         |
| TH-75 | 사뭇송크람            | 주         |
| TH-11 | 사뭇쁘라깐            | 주         |
| TH-90 | 송클라                | 주         |
| TH-84 | 수랏타니              | 주         |
| TH-32 | 수린                  | 주         |
| TH-64 | 수코타이              | 주         |
| TH-72 | 수판부리              | 주         |
| TH-33 | 시사껫                | 주         |
| TH-17 | 싱부리                | 주         |
| TH-37 | 암낫짜른              | 주         |
| TH-15 | 앙통                  | 주         |
| TH-35 | 야소톤                | 주         |
| TH-95 | 얄라                  | 주         |
| TH-41 | 우돈타니              | 주         |
| TH-53 | 우따라딧              | 주         |
| TH-34 | 우본랏차타니          | 주         |
| TH-61 | 우타이타니            | 주         |
| TH-22 | 짠타부리              | 주         |
| TH-18 | 차이낫                | 주         |
| TH-36 | 차이야품              | 주         |
| TH-24 | 차층사오              | 주         |
| TH-57 | 치앙라이              | 주         |
| TH-50 | 치앙마이              | 주         |
| TH-20 | 촌부리                | 주         |
| TH-86 | 춤폰                  | 주         |
| TH-40 | 콘깬                  | 주         |
| TH-56 | 파야오                | 주         |
| TH-93 | 파탈룽                | 주         |
| TH-82 | 팡응아                | 주         |
| TH-76 | 펫차부리              | 주         |
| TH-67 | 펫차분                | 주         |
| TH-83 | 푸껫                  | 주         |
| TH-14 | 프라나콘시아유타야    | 주         |
| TH-54 | 프래                  | 주         |
| TH-66 | 피찟                  | 주         |
| TH-65 | 핏사눌록              | 주         |

## 같이 보기
- 태국의 하부 행정 구역